# Маклакова, Валентина Акиндиновна
Валенти́на Акинди́новна Маклако́ва (20 февраля 1920 — 22 марта 2008) — советский педагог, директор средней школы № 2 города Вологды (1944—1975), Герой Социалистического Труда, Заслуженный учитель РСФСР, Почётный гражданин города Вологды.

## Биография
Родилась 20 февраля 1920 года в деревне Стрелково ныне Вологодского района Вологодской области в крестьянской семье. В деревне Несвойском окончила школу-семилетку.
В 1938 году окончила Вологодское педагогическое училище. Работала один год учителем в школе № 14 города Вологды, затем поступила в Вологодский учительский институт, который не закончила из-за Великой Отечественной войны. С августа 1941 года работала учителем в Тихоновской семилетней школе Вохомского района Вологодской области (ныне этот район в составе Костромской области).
В 1942 году, учитывая семейное положение, Валентине Акиндиновне разрешили вернуться в Вологду. В её семье в первый год войны погиб младший брат, старший был тяжело ранен, тяжело заболела мама. Молодую учительницу назначили на работу в семилетнюю школу № 30 (ныне средняя школа № 7).
В 1943 году Валентину Акиндиновну перевели в среднюю школу № 2. В июне 1944 года, она была назначена исполняющей обязанности директора школы. В качестве директора средней школы № 2 Валентина Акиндиновна проработала более 30 лет.
Указом Президиума Верховного Совета СССР от 1 июля 1968 года Маклаковой Валентине Акиндиновне присвоено звание «Героя Социалистического Труда» с вручением ордена Ленина и золотой медали «Серп и Молот».
Валентина Акиндиновна вела большую общественную работу: 7 раз избиралась депутатом Вологодского горсовета, 5 раз — депутатом областного совета, была членом горкома КПСС. В 1968 году принимала участие в работе Всесоюзного учительного съезда.
Решением Вологодского горисполкома от 22 сентября 1964 года № 357 Маклаковой Валентине Акиндиновне присвоено звание Почётного гражданина города Вологды «За выдающиеся заслуги в области развития науки, хозяйства, культуры».
С 1975 года на пенсии. Жила в городе Вологде. Скончалась 22 марта 2008 года. Похоронена на Пошехонском кладбище.

## Награды и звания
- Герой Социалистического Труда (1968 г.)
- Орден Ленина
- медали
- Заслуженный учитель РСФСР (1962)
- Почётный гражданин города Вологды (1964)
- Отличник народного просвещения РСФСР (1968)

## Память
2 сентября 2013 года на здании гимназии № 2 была открыта мемориальная доска в честь Валентины Акиндиновны Маклаковой.